# Janowiec Kościelny
Janowiec Kościelny è un comune rurale polacco del distretto di Nidzica, nel voivodato della Varmia-Masuria.
Ricopre una superficie di 136,25 km² e nel 2004 contava 3 490 abitanti.